# Los campeones justicieros
Los campeones justicieros (internationaler Titel: The Champions of Justice) ist ein mexikanischer Actionfilm aus dem Jahr 1971. Der Film gehört zur Gruppe der Luchador-Filme bei der maskierte Luchadores, Kämpfer einer mexikanischen Form des Wrestlings, die Hauptrollen spielen.

## Handlung
Der böse Wissenschaftler Mano Negra möchte seine Forschung an eine ausländische Macht verkaufen. Dazu muss er jedoch Blue Demon und seine verbündeten Luchadores ausschalten, die ihm vor Jahren schon einmal das Handwerk gelegt haben. Nachdem mehrere Mordanschläge gescheitert sind, beschließt er, die Patentochter Blue Demons, die gerade am Schönheitswettbewerb um den Titel der Miss Mexiko teilnimmt, zu entführen. Nachdem er sie und mehrere andere Kandidaten gefangen hat, friert er sie ein und unterzieht sie einer Gehirnwäsche.

## Kritik
„Mehr maskierte Wrestler als in ‚Champions of Justice‘ sieht der Fan in kaum einem Lucha-Film – und natürlich gibt’s die üblichen Zugaben wie verrückte Wissenschaftler, bösartige Kampfzwerge und leicht geschürzte Schönheitsköniginnen.“

„Das war die vermutlich unpassendste Filmmusik, die man seit langem erlebt hat. Mal ehrlich: Was sollte das denn? Da läuft irgendeine Barmusik […] ohne auch nur im Geringsten auf die jeweilige Situation angepasst zu sein. Die goldene Himbeere für die schlechteste Filmmusik wäre völlig angemessen gewesen.“